# E. H. Shepard
Ernest Howard Shepard, meglio noto come E. H. Shepard (Londra, 10 dicembre 1879 – Midhurst, 24 marzo 1976), è stato un artista e illustratore britannico.
È celebre soprattutto per il suo lavoro con Winnie the Pooh di A. A. Milne e altri romanzi di Kenneth Grahame.
Shepard servì nella prima guerra mondiale, ottenendo la Croce Militare nel 1917.
Shepard scrisse due biografie, Drawn from Memory nel 1957 e Drawn From Life nel 1962. Visse a Lodsworth nel West Sussex. 
Anche sua figlia, Mary Shepard è un'illustratrice, celebre per il suo lavoro con la serie Mary Poppins di Pamela Lyndon Travers. 
Oltre alla figlia Mary ebbe anche un altro figlio Grahame, anch'egli un illustratore, che morì nel 1943 con l'affondamento della sua nave, assieme alla figlia.
E. H. Shepard visse sino all'età di 97 anni, e morì il 24 marzo 1976.